# Chorizopes khedaensis
Chorizopes khedaensis är en spindelart som beskrevs av C. Adinarayana Reddy och Patel 1993. Chorizopes khedaensis ingår i släktet Chorizopes och familjen hjulspindlar. Inga underarter finns listade i Catalogue of Life.